# Praxis mit Meerblick – Schiffbruch
Schiffbruch ist ein deutscher Fernsehfilm von Franziska Hörisch aus dem Jahr 2024. Es handelt sich um den einundzwanzigsten Film der ARD-Reihe Praxis mit Meerblick mit Tanja Wedhorn als Ärztin Nora Kaminski in der Hauptrolle. Die deutsche Erstausstrahlung erfolgte am 26. April 2024 auf dem ARD-Sendeplatz „Endlich Freitag im Ersten“.

## Handlung
Die schwangere Inselärztin Nora Kaminski schwebt mit ihrem Lebensgefährten Max Jensen auf Wolke 7. Bei einem gemeinsamen Kanuausflug vermischt sich wieder Privates mit Beruflichem, denn der 11-jährige Kyrill Kovalenka ist beim Piratenspiel vom Bootssteg gestürzt, seine Freundin Louisa schwimmt ihm vom Ufer aus hinterher und zieht ihn aus dem Wasser. Kaminski und Jensen sind in der Nähe und leisten bei dem bewusstlosen jungen Schüler erste Hilfe. Als er einige Zeit später wieder stabil ist, erkrankt seine Freundin Louisa an einer rätselhaften Immunschwäche. Kaminski geht auf Ursachenforschung und vermutet den Grund in dem heftigen Streit von Louisas Eltern in deren Strandhaus sowie bei Kyrill und seiner Mutter Oksana. Außerdem kehrt Nora Kaminskis Ex-Mann Peer wieder auf Rügen zurück und ist überrascht von den Nachwuchsnachrichten seiner Ex-Frau.

## Produktionsnotizen
Die Dreharbeiten für Schiffbruch erstreckten sich zeitgleich mit der nachfolgenden Episode Geheimnisse vom 29. August 2023 bis zum 26. Oktober 2023. Die Produktion erfolgte durch die Real Film Berlin. Als Schauplätze dienten die Insel Rügen und die deutsche Landeshauptstadt Berlin.

## Rezeption

### Einschaltquote
Die Erstausstrahlung am 26. April 2024 im Ersten wurde von 3,72 Millionen Zuschauern gesehen, was einem Marktanteil von 14,9 % entspricht.

### Kritik
Die Kritiker der Fernsehzeitschrift TV Spielfilm zeigten mit dem Daumen geradeaus und fassten den Film mit den Worten „Manche Handlungsfäden sind einfach völlig banal“ zusammen.